# 국공립학교
국공립학교(國公立學校, 영어: public school)는 국가에서 세운 국립학교와 지방자치단체가 설립한 공립학교(시립학교, 도립학교 등)를 아울러 이르는 말이다. 사립학교와 달리, 국가나 지방자치단체 등의 종속되는 성향이 강한데, 회계 부분에 대해 세금 등으로 운영되기 때문이다.
거의 모든 국가에서 찾아볼 수 있으며, 국가나 지방자치단체의 수정된 교육 목표가 커리큘럼 등에 반영이 가장 잘 되는 것이 특징이다.

## 참고 사항
영미권에서의 공립 학교 개념은 중앙 정부(Central Government)와 연방 정부(주 정부), 지방 정부(Local Government) 등이 설립한 학교를 통칭하는 개념이 강하다. 특히, 국립 학교의 수가 극히 일부에 지나지 않는 미국에서는 이러한 개념이 강하다.
그러나 대한민국과 일본 등 중앙 정부가 설립한 학교가 공교육상 높은 비중을 차지하는 국가의 경우, 공립 학교는 지방 정부가 설립한 학교만을 의미한다. 이러한 차이는 다음의 표에서 요약할 수 있다.
| 국가   | 미국 등의 경우 | 미국 등의 경우           | 대한민국 등의 경우 | 대한민국 등의 경우 | 대한민국 등의 경우 |
| ------ | -------------- | ------------------------ | ------------------ | ------------------ | ------------------ |
| 대분류 | 공립 (公立)    | 공립 (公立)              | 국공립 (國公立)    | 국공립 (國公立)    | 국공립 (國公立)    |
| 소분류 | 국립 (國立)    | 주립 (州立)              | 국립               | 공립               | 공립               |
| 소분류 | 국립 (國立)    | 주립 (州立)              | 국립               | 시립 (市立)        | 도립 (道立)        |
| 예시   | 공군사관학교   | 캘리포니아 대학교 버클리 | 부산대학교         | 서울시립대학교     | 강원도립대학교     |

## 국가별 국공립학교

### 대한민국
대한민국의 교육은 조선의 성균관 등에서 알 수 있듯, 국공립학교의 역사가 상당함을 알 수 있다. 대한민국의 각 지방 정부는 유아교육기관과 초·중등교육기관(초등학교와 중학교, 고등학교 등)을 주로 설립하여 교육을 실시하고 있다. 반면, 중앙 정부는 고등교육기관(대학, 대학원대학 등)을 설립하여 운영하고, 각 일선 대학에 교육기관을 부설하는 식으로 유아교육부터 초·중등교육기관 전반을 설치하고 있는 것이 특징이다.

## 같이 보기
- 사립 학교
- 국립 대학
- 공립 대학